# Olongapo
Olongapo (tagaloški: Lungsod ng Olongapo) je grad u Filipinima, smješten na otoku Luzonu.
Olongapo ima status nezavisnog grada smještenog u provinciji Zambales. Prema popisu stanovništva iz 2010. godine u gradu živi 227.270 stanovnika u 50.300 kućanstava.  U širem gradskom području živi 304.388 stanovnika. 
Od kraja listopada do veljače, vrijeme je ugodno tropsko. Temperature su nešto povećavane od ožujka do svibnja, koji su najtopliji mjeseci u godini u ovom dijelu Filipina.
Kišna sezona počinje u lipnju i nastavlja se do listopada. S vremena na vrijeme kiše su jake te su moguće poplave.
Godišnje u prosjeku padne 3590 mm oborina. Temperature se kreću od prosječno oko 25 °C stupnjeva u studenom na oko 28 °C u svibnju.
Olongapo je izvorno bio vojna baza SAD-a. Dana 7. prosinca 1959. prepušten je filipinskoj vladi i pretvoren u naselje. Šest godina kasnije, u lipnju 1966., Olongapo postaje ovlašteni grad. Olongapo Cityjem upravlja se autonomno iz provincije Zambales. Grad je u susjedstvu Subic Bay Freeport Zonee, koja je do 1992. godine također bila prekomorski rezervat Sjedinjenih Američkih Država. 

## Gradovi prijatelji
- National City, Kalifornija, SAD[2]
- Bremerton, Washington, SAD[3]
- Guam, SAD[4]

## Vanjske poveznice
- Olongapo City Gradsko vijeće  Arhivirana inačica izvorne stranice od 31. listopada 2020. (Wayback Machine)